# Maurocastrum
La città di Maurocastrum (in greco bizantino Μαυρόκαστρον "castello nero"), conosciuta storicamente anche come Cetatea Alba (in latino Album Castrum, che significa fortezza bianca), era un insediamento sulle rive del fiume Dnestr, l'attuale città di Bilhorod-Dnistrovs'kyj, in Ucraina, nel VI secolo a.C. In seguito passò sotto il dominio greco, romano e bizantino. Con il trattato di Ninfeo del 1261, la città passò sotto il controllo della Repubblica di Genova. Chiamata Mauricastro da questi ultimi, divenne una base per il commercio dei mercanti genovesi sia con l'Impero Bizantino che con l'Impero Mongolo. Nel 1359 la città entrò a far parte del Principato di Moldavia.
Per la chiesa cattolica romana, il territorio faceva parte del Vicariato apostolico di Tartaria, sotto la guida spirituale dei frati francescani. Sembra che sia stato anche sede di un vescovo locale della Chiesa ortodossa orientale. La presenza di un vescovo ortodosso in questo periodo è riportata in un elenco di sedi vescovili sotto l'autorità del Patriarcato di Costantinopoli durante il regno dell'imperatore Andronico II Paleologo.
Per qualche tempo il titolo di Vescovo di Maurocastrum è stato conferito a vescovi titolari della Chiesa cattolica che prestavano servizio nei territori di missione. La prima volta fu dato nel 1728 a Pere Sans Jordà, O.P., che fu nominato vescovo per andare missionario in Cina. L'ultimo vescovo a cui è stato conferito questo titolo è stato Walter Staal, S.I., (1839-1897) missionario nelle Indie orientali olandesi. Forse a causa della mancanza di prove che si tratti di un antico vescovato, non è più classificato come sede titolare cattolica e non compare nell'elenco delle sedi titolari della Chiesa cattolica attuale.